# Piroscsőrű pálmalóri
A piroscsőrű pálmalóri (Vini meeki) a madarak osztályába a papagájalakúak (Psittaciformes) rendjébe és a szakállaspapagáj-félék (Psittaculidae) családjába tartozó faj.

## Rendszerezése
A fajt Lionel Walter Rothschild & Ernst Hartert írták le 1901-ben, a Hypocharmosyna nembe Hypocharmosyna meeki néven. Egyes szervezetek a Charmosyna nembe helyezik Charmosyna meeki néven. A 2020-ban lezajlott filogenetikai vizsgálatok eredményeképp sorolták át a Vini nembe.

## Előfordulása
Pápua Új-Guineához tartozó Bougainville szigetén és a Salamon-szigetek területén honos. Természetes élőhelyei a szubtrópusi és trópusi síkvidéki és hegyi esőerdők. Nem vonuló, de élőhelyéről elkóborol.

## Megjelenése
Testhossza 16 centiméter, testtömege 21–32 gramm.

## Természetvédelmi helyzete
Az elterjedési területe nem nagy, egyedszáma kicsi de stabil. A Természetvédelmi Világszövetség Vörös listáján nem fenyegetett fajként szerepel.